# Lista najwyższych budynków w Gold Coast

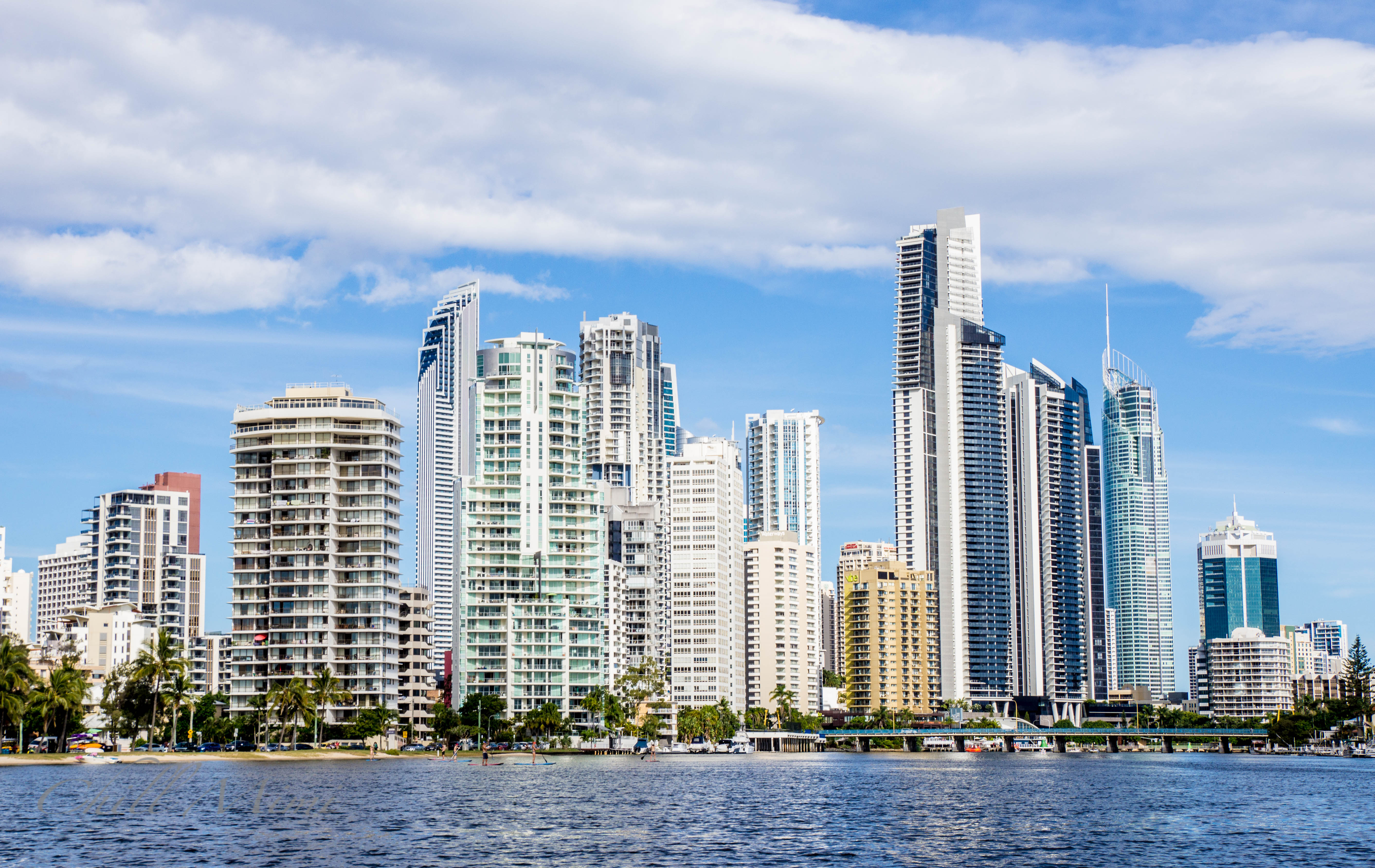
Panorama Gold Coast

Gold Coast jest miastem we wschodniej Australii. Jest to znany na świecie kurort, w którym stoi najwyższy budynek w kraju i przy okazji najwyższy na świecie budynek 
mieszkalny. Q1 Tower, stoi tutaj od 2005 roku. Przewyższa od dwukrotnie drugi w kolejce najwyższy budynek w tym mieście, Skyline North Tower. W mieście tym obecnie znajdują się praktycznie tylko wieżowce mieszkalne. Poszczególnymi wyjątkami są niższe budynki, które zazwyczaj są hotelami, a niezwykle rzadko biurowcami. Powstają tu one on początków lat 80. i cały czas budowane są nowe. Szczególnie w ostatnich latach proces ten nasila się. 

## 10 najwyższych

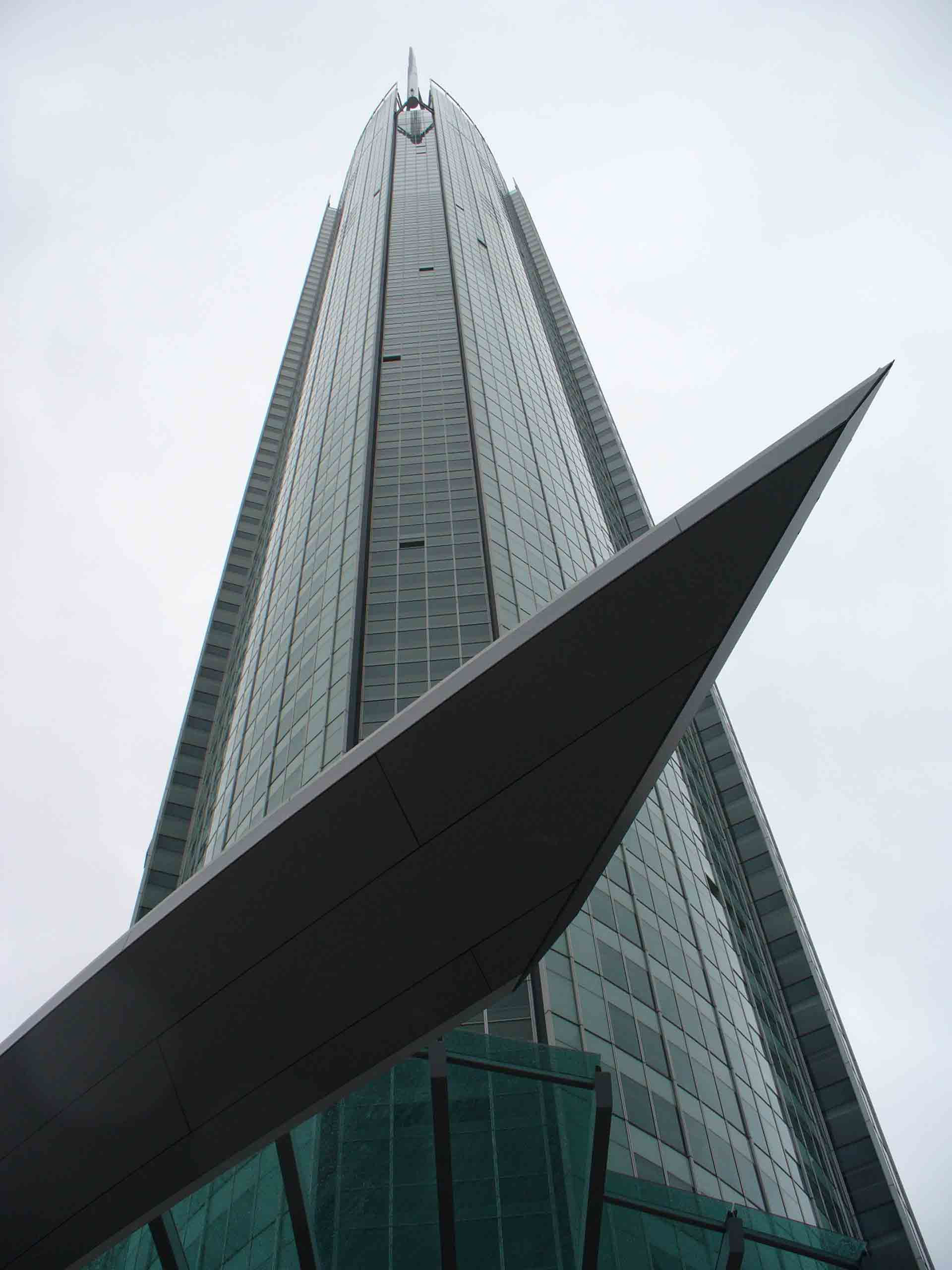
Q1 Tower

| Ranking | Budynek                     | Wysokość strukturalna | Liczba pięter | Rok budowy |
| ------- | --------------------------- | --------------------- | ------------- | ---------- |
| 1.      | Q1 Tower                    | 323 m                 | 78            | 2005       |
| 2.      | Skyline North Tower         | 158 m                 | 50            | 2004       |
| 3.      | Circle on Cavill Tower A    | 158 m                 | 50            | 2006       |
| 4.      | Skyline Tower               | 146 m                 | 40            | 2002       |
| 5.      | The Grand Mariner           | 139 m                 | 43            | 1992       |
| 6.      | Peninsula Resort            | 137 m                 | 47            | 1982       |
| 7.      | Air on Broadbeach           | 131 m                 | 37            | 2005       |
| 8.      | Outrigger Sun City Resort   | 130 m                 | 42            | 1999       |
| 9-9.    | Skyline Central Tower       | 127 m                 | 40            | 2004       |
| 9-10.   | Southport Central (Tower A) | 127 m                 | 40            | 2006       |

## Budynki w budowie
| Ranking | Budynek                     | Wysokość strukturalna | Liczba pięter | Rok budowy |
| ------- | --------------------------- | --------------------- | ------------- | ---------- |
| 1.      | Circle on Cavill Tower B    | 220 m                 | 70            | 2007       |
| 2.      | Southport Central (Tower B) | 130 m                 | 40            | 2007       |